# Chatte
Chatte és un municipi francès al departament de la Isèra (regió d'Alvèrnia-Roine-Alps). L'any 2007 tenia 2.489 habitants.

## Demografia

### Població
El 2007 la població de fet de Chatte era de 2.489 persones. Hi havia 996 famílies de les quals 238 eren unipersonals (106 homes vivint sols i 132 dones vivint soles), 372 parelles sense fills, 329 parelles amb fills i 57 famílies monoparentals amb fills.
La població ha evolucionat segons el següent gràfic:

### Habitatges
El 2007 hi havia 1.077 habitatges, 995 eren l'habitatge principal de la família, 31 eren segones residències i 51 estaven desocupats. 966 eren cases i 108 eren apartaments. Dels 995 habitatges principals, 774 estaven ocupats pels seus propietaris, 199 estaven llogats i ocupats pels llogaters i 22 estaven cedits a títol gratuït; 4 tenien una cambra, 31 en tenien dues, 113 en tenien tres, 321 en tenien quatre i 526 en tenien cinc o més. 786 habitatges disposaven pel capbaix d'una plaça de pàrquing. A 438 habitatges hi havia un automòbil i a 481 n'hi havia dos o més.

### Piràmide de població
La piràmide de població per edats i sexe el 2009 era:
| Homes | Edats   | Dones |
| ----- | ------- | ----- |
| 0     | 95 o +  | 8     |
| 4     | 90 a 94 | 8     |
| 4     | 85 a 89 | 24    |
| 16    | 80 a 84 | 12    |
| 28    | 75 a 79 | 80    |
| 56    | 70 a 74 | 56    |
| 76    | 65 a 69 | 52    |
| 80    | 60 a 64 | 96    |
| 64    | 55 a 59 | 96    |
| 72    | 50 a 54 | 92    |
| 48    | 45 a 49 | 80    |
| 112   | 40 a 44 | 84    |
| 88    | 35 a 39 | 84    |
| 112   | 30 a 34 | 96    |
| 80    | 25 a 29 | 64    |
| 76    | 20 a 24 | 32    |
| 88    | 15 a 19 | 72    |
| 64    | 10 a 14 | 72    |
| 92    | 5 a 9   | 72    |
| 80    | 0 a 4   | 52    |

## Economia
El 2007 la població en edat de treballar era de 1.524 persones, 1.112 eren actives i 412 eren inactives. De les 1.112 persones actives 1.009 estaven ocupades (549 homes i 460 dones) i 103 estaven aturades (52 homes i 51 dones). De les 412 persones inactives 163 estaven jubilades, 125 estaven estudiant i 124 estaven classificades com a «altres inactius».

### Ingressos
El 2009 a Chatte hi havia 966 unitats fiscals que integraven 2.398 persones, la mediana anual d'ingressos fiscals per persona era de 18.311 €.

### Activitats econòmiques
Dels 187 establiments que hi havia el 2007, 5 eren d'empreses extractives, 6 d'empreses alimentàries, 1 d'una empresa de fabricació de material elèctric, 23 d'empreses de fabricació d'altres productes industrials, 21 d'empreses de construcció, 55 d'empreses de comerç i reparació d'automòbils, 6 d'empreses de transport, 11 d'empreses d'hostatgeria i restauració, 4 d'empreses d'informació i comunicació, 4 d'empreses financeres, 2 d'empreses immobiliàries, 22 d'empreses de serveis, 14 d'entitats de l'administració pública i 13 d'empreses classificades com a «altres activitats de serveis».
Dels 40 establiments de servei als particulars que hi havia el 2009, 1 era una oficina de correu, 10 tallers de reparació d'automòbils i de material agrícola, 1 taller d'inspecció tècnica de vehicles, 2 paletes, 2 guixaires pintors, 4 fusteries, 3 lampisteries, 1 electricista, 2 empreses de construcció, 3 perruqueries, 8 restaurants, 1 tintoreria i 2 salons de bellesa.
Dels 18 establiments comercials que hi havia el 2009, 1 era un hipermercat, dues grans superfícies de material de bricolatge, 2 fleques, una carnisseria, 3 botigues de roba, dues sabateries, una botiga d'electrodomèstics, dues botigues de mobles, dues botigues de material esportiu, una perfumeria i una floristeria.
L'any 2000 a Chatte hi havia 66 explotacions agrícoles que ocupaven un total de 1.064 hectàrees.

## Equipaments sanitaris i escolars
El 2009 hi havia 1 centre de salut i una farmàcia. El 2009 hi havia una escola maternal i dues escoles elementals. Chatte disposava d'un col·legi d'educació secundària amb 440 alumnes.

## Poblacions properes
El següent diagrama mostra les poblacions més properes.